# イルクート MS-21
- 用途：双発旅客機
- 設計者：K.F.ポポビッチ
- 製造者：イルクートとヤコブレフ
- 初飛行：2017年5月28日[1]
- 運用開始：2024年 (予定)
- 運用状況：開発中

MS-21 (ロシア語: МС‑21)は統一航空機製造会社(UAC)配下のイルクートとヤコブレフで開発中の双発中短距離ジェット旅客機であり、150-212席の3モデルが用意されている。2005年からは開発にツポレフも参加している。
ツポレフ Tu-154・Tu-204/Tu-214を代替する予定で、2018年の終わりに最初の機体が納入される予定である。当初の予定では2016年から納入される予定であったが2017年に延期された。

## 名称
名称のMS-21は"Магистральный Самолёт 21 века" - "Magistralny Samolyot 21 veka" - "21世紀の旅客機"を表す。MS-21の正式名称は、Yak-242になる見込みであったが、後にこれはキャンセルされた。
ラテン文字のCはキリル文字のСと同じ形の為、英語などの言語では「MC-21」（エムシー=21）とも言う。

## 開発

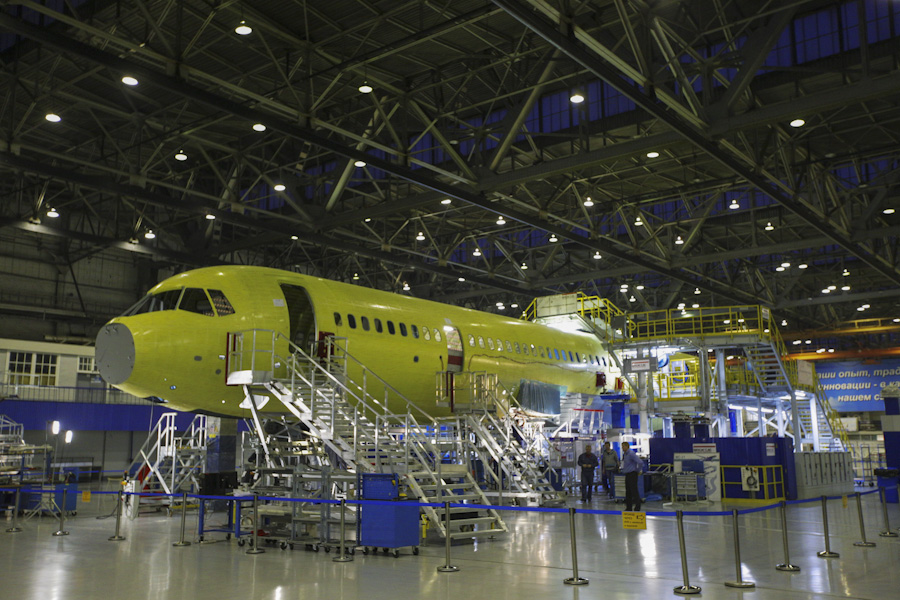
製造中のMS-21

2008年3月の時点で、スホーイ子会社のスホーイ民間航空機との間で翼の設計および生産の契約が交わされた。ロシア国内向け市場にはエンジンとしてアヴィアドヴィガーテリ PD-14を搭載したモデルが投入される予定である。
2009年8月20日、ユナイテッド・テクノロジーズの子会社のハミルトン・スタンダードはイルクート社との間でMS-21用のシステム供給について総額23億ドルの契約を交わしたと発表した。 
2009年12月、プラット・アンド・ホイットニーはイルクート社がMS-21の動力としてPW1000Gギヤードターボファンエンジンを選択したと発表した。同様にイルクートはMS-21のアビオニクスの供給元としてロックウェル・コリンズロシアのパートナーであるアヴィオニカを選定した。 グッドリッチはアヴィアプリボウと一緒にMS-21の統合制御システムの開発を担当する。
2009年の時点ではMS-21は予備設計の段階で、最初の試作機は2013年に完成し、初飛行は2014年、納入は2016年を予定していた。
2011年6月、開発の仮設計が完了し、製造設計に入った。この作業は2012年半ばに完了する見込みである。
2012年2月10日、ロシア政府の副首相で防衛産業を担当するドミトリー・ロゴージンから納入が遅延し、初飛行は2015年から2016年で納入開始は2020年になる見込みであるとの発表があった。後にこれは修正され、最初の納入は2017年となる見込みとされた。
2015年6月に開催されたパリ航空ショーにおいて、イスラエルのエルビット・システムズとアビオニクス開発（多機能指示器）について議論した。また、フランスのサフトとバッテリーの装備について合意した。
2016年6月8日、ロールアウト（完成披露式典）した。
2016年8月17日、イルクートは型式証明の審査を連邦航空輸送庁に申請した。
2016年9月21日、EASAが耐空証明のための申請を受領した。
2017年3月16日、産業貿易相のデニス・マントゥロフはSSJ 100とMS-21の部品製造を共同実施することをインドに提案したと発言した。
2017年5月28日、UACは、MC-21-300型機の初飛行がイルクーツク航空機工場にて行われたと発表した。飛行時間は30分、高度は1000メートルまで上昇し、時速300キロで飛行した。
2020年12月15日、イルクートは、MC-21-310型機がPD-14を搭載して初飛行に成功したと発表した。飛行時間は1時間25分、高度は3500メートル（約1万1482フィート）まで上昇し、時速450キロで飛行した。

## 設計

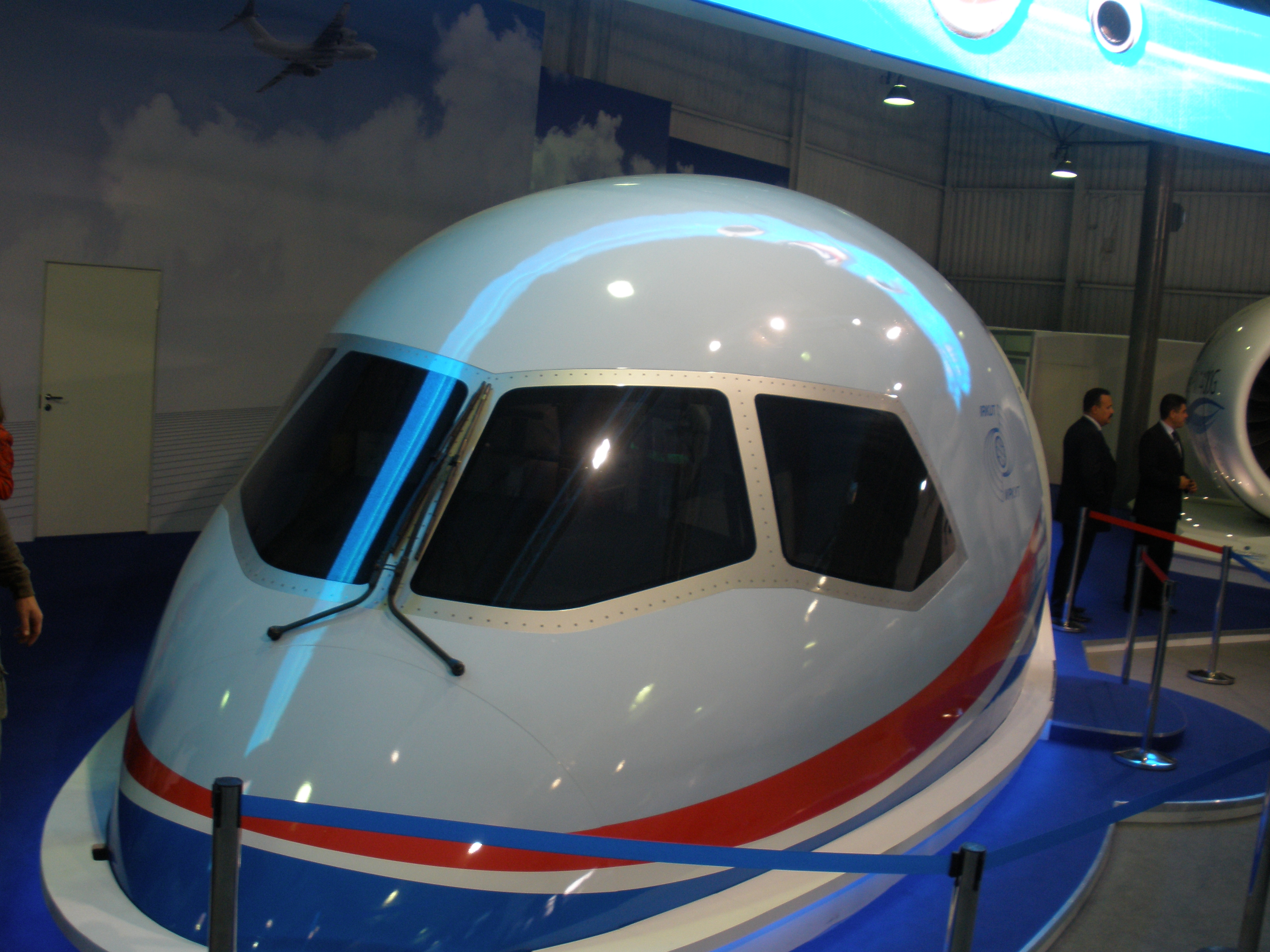
前頭部のモックアップ

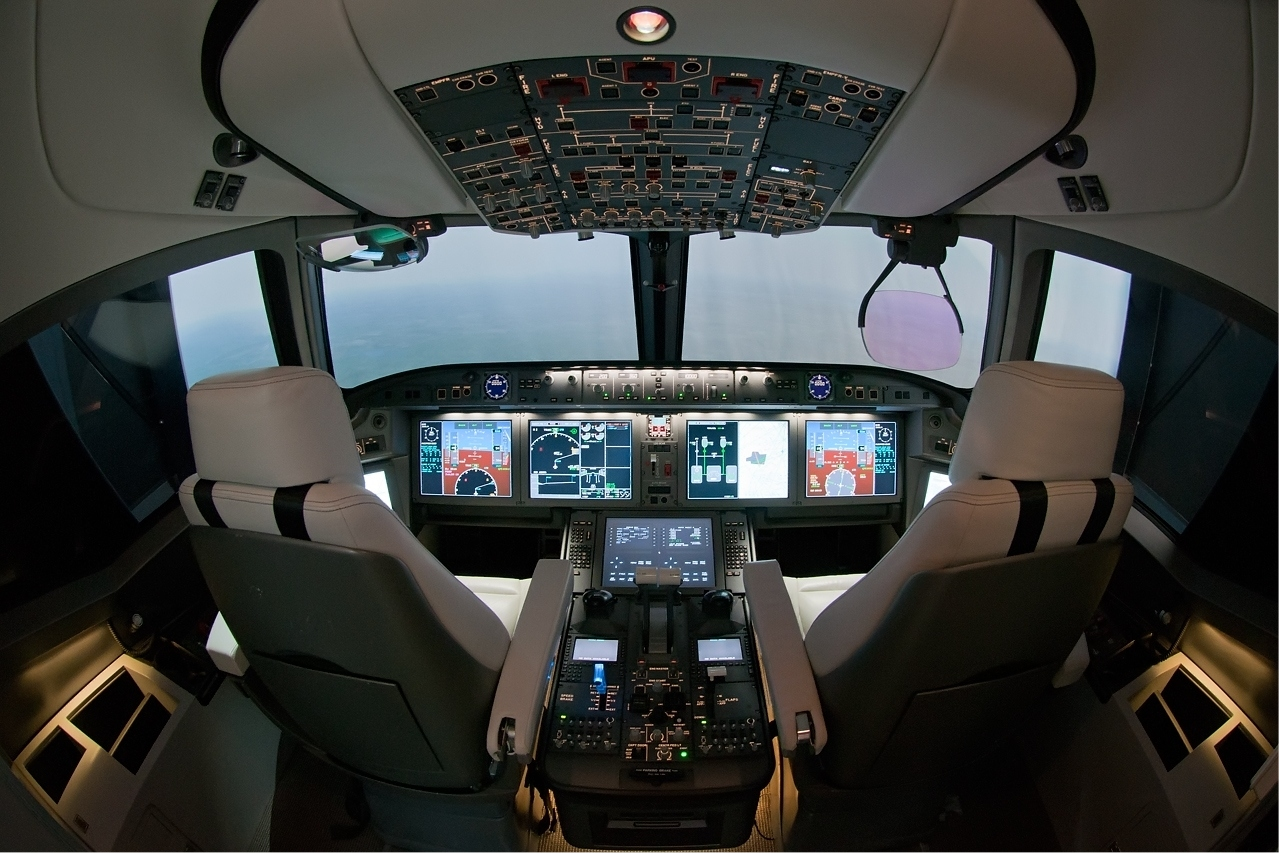
グラスコックピットのモックアップ

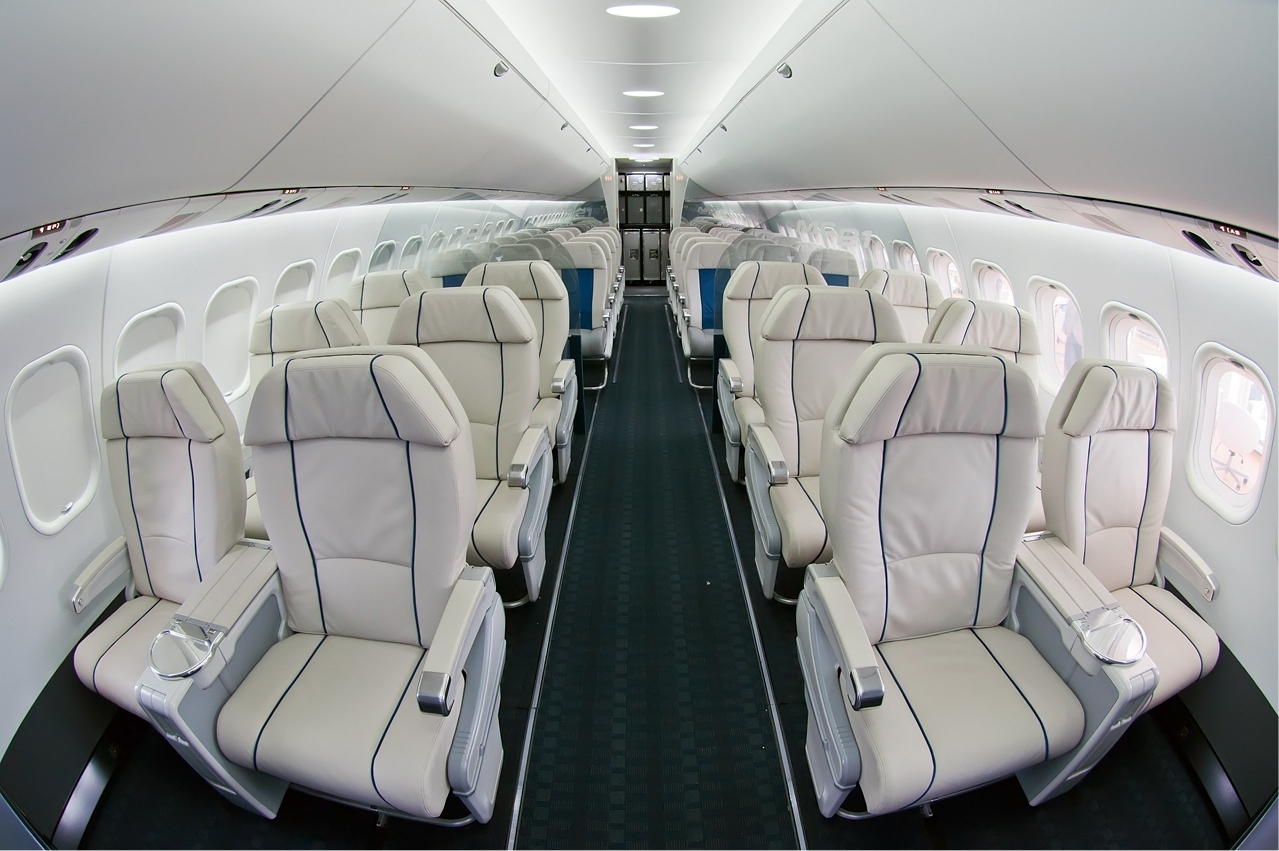
キャビンのモックアップ

基本設計は実現しなかったヤコブレフ Yak-42の双発版、Yak-242が元になっている。 
MS-21はソ連時代からの「純国産」を放棄して多くの国際企業の協力を得ており、アビオニクス開発に関してはロックウェル・コリンズがアヴィオニカとともにを開発するほか、ロステックもイスラエルのエルビットシステムズと協力する。また、グッドリッチはアヴィアプリボウと一緒にMS-21の統合制御システムの開発を担当する。そのほか結露防止システムはスウェーデンのCTTシステムから供給を受け、キャビンはフランスのゾディアック・エアロスペースによって設計される。また、油圧システムはアイルランドのイートンによって開発されている。この結果、エンジンやアビオニクスを含む機体の海外企業の部品のシェアは30-40%に達する
初期の設計では約33%の複合材料を含み、2015年には複合材料製の翼が加わることにより、複合材料の割合が約40-45%まで増える見込みである。設計者の計画によるとMS-21はエアバスやボーイングの同規模の機体よりも10-15%効率が高く、エアバスA320 よりも構造重量において15%効率が優れていて、運行経費が20%低く、燃料消費が15%少ない。これにより、年間300万ドルの節約が可能であるとイルクート副社長のキリル・ブダレフは述べている。
コックピットに関してはヘッドアップディスプレイが装備され、操縦系にはUTCアエロスペース・システム製のサイドスティックが採用された。このサイドスティックはアクティブサイドスティックと呼ばれるものでパイロットの触覚、視覚フィードバックを通じて航空機の挙動を制御し、アクティブ・コントローラにより、航空機の状況を正確にパイロットを提供するよう設計されている。この新しいアクティブサイドスティックの性能は、フランスで行われた試験で、イルクートのテスト・パイロットが使用し、高い評価を得ている。
胴体はアルミニウム合金を使用しているが、胴体中央部の上下パネルなど一部には炭素繊維強化プラスチック（CFRP）が用いられる。主翼と尾翼もCFRPを用いるという点は同じであるが1次構造部材まで適用範囲を広げている。幅35.3メートルのこの主翼は、アエロコンポジット社がオーストリアのFACC社からの技術導入により共同開発したもので、航空機の主翼としては初めてプリプレグとオートクレーブを製造工程から排除したVaRTM法で製造され、大幅なコストダウンが図られている。翼型にはTsAGI空気力学研究所がYak-242用に開発していた超臨界翼が使用されている。2016年1月19日に最初の右主翼の複合パネルが納入された。一方、主翼の材料である複合材はアメリカから輸入しているため、ルサールはアルミニウム・スカンジウムとアルミニウム・リチウム合金で作られた主翼も装備するようUACと交渉している。
エンジンはプラット・アンド・ホイットニー製のPW1000ギヤードターボファンとアヴィアドヴィガーテリ製のPD-14ターボファンから選択できる。最初の飛行はPW1000で行われ、PD-14を使用しての飛行は2017年末となる見込みである。PD-14搭載機は2年の試験を経て2019年より販売できるとしている。
必要に応じプレジデント-S自己防衛システムの搭載も可能である。
ロシア機の弱点であったアフターサービスシステムの欠如を改善するため、イルクートでは数年間をかけてロシアとCISの主要都市にサービスセンターを開設する計画である。特にMS-21では、多くの国際的なサプライヤーがいるため、顧客サポートのために独自のネットワークを提供する。この実現に向けイルクートは2016年にMROサポートを提供し、Technic Oneとの連帯に関する覚書をルフトハンザ・テクニックとの間で締結している。またAJWグループはMS-21およびSSJ 100の技術/保守センターの設立に関してTechnic Oneを支援する。この保守施設は、ロシアのウリヤノフスク・ボストチヌイ（Ulyanovsk Vostochny）の特別経済地区に設置される予定である。MS-21のためのサービス・サポートを担当する会社も設立される予定で、スホーイ・スーパージェット100のサポートも行い、スーパージェット100のフレームワークで作成されているインフラストラクチャーを用いることでMS-21のサポートを行う。
初期費用は3,500万ドルを目標にする。

## 特徴
- 複合材や新開発合金の使用、軽量化された新世代アビオニクスにより空虚重量を低減している。
- 効率的な空力特性は、TsAGIの専門知識によって保証されている。同機関は、世界で最も古く、最も経験豊富な機関の一つである[48]。
- 3.81mのワイドキャビン。これはボーイング737よりも28cm、エアバスA320よりも12cm広い。その結果、乗客2人が通路で無理なくすれ違うことができる。また、広いキャビンにより快適な居住性や航空会社によるカスタマイズの容易性が得られるとともに、このクラスで最大の荷物ラックを装備でき、空港におけるターンアラウンド時間の短縮が計れるということも見込まれている。
- MS-21の開発は、潜在的な顧客が、その初期段階での設計プロセスに関与することで、顧客の要件を満たすことに向けられている[48]。
- MS-21ファミリーは、将来の環境要件に準拠する。ICAOのChapter 4における3つの基準点を測定した結果、累積マージンノイズは、15EPNdB（実効知覚騒音レベル）であった[48]。
- エンジンのNOx排出特性は、50%のマージンで、ICAO CAEP6と、チャプター3（パート3）の"航空機エンジン排出量"の要件を満たしている。また、座席あたりの二酸化炭素排出量は20%以下となる[48]。
- AR IAC, EASA, FAAの要件の下での国際認証と個々のロジスティックと保守サポートは、運用の費用対効果を高め、ロシア、海外の航空会社両方にとって魅力的な航空機となる[48]。
- MS-21の興味深い革新的な特徴は、コックピットに設置されたヘッドアップディスプレイである。これは、悪天候下での着陸時などに使用され、パイロットの負担を軽減する。

## 問題
前述のとおり、MS-21には多くの西側諸国のサプライヤーが協力しているが、2014年から始まったロシア・ルーブルの価値の下落や2014年ウクライナ騒乱に関連した西側諸国による経済制裁（政府や軍用として販売する場合は代替が必要となった）により国家政策として各種コンポーネントの国産化(輸入代替)が進められることとなった。輸入代替では機体の70%の部品を代替する必要があり、KRETではアビオニクスの80%を供給できるようにする予定である。しかし、ロシアのサプライヤーに交換すると、大幅にプログラムを遅らせかつコストを押し上げる可能性があり、イルクートはMS-21での輸入代替政策の幅広い適応に反対している。前述輸入部品供給制限によりエンジンを含め各種機器類国産置き換え型で試験が先行している型式を『MC-21-310』としPWエンジン搭載型MC-21-300と区別している。

## 派生機種

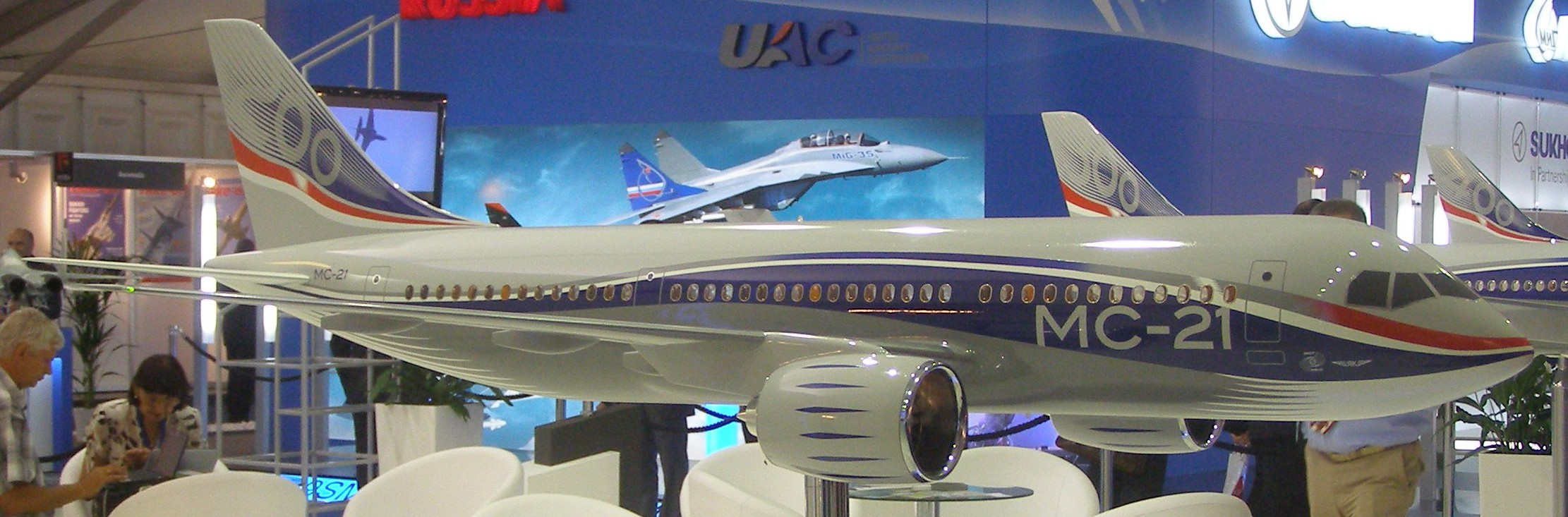
MS-21-200の模型

MS-21-100
最小仕様の機種として計画され、最大132席とされた。しかし、経済的に不合理であることやスホーイ・スーパージェット 130との競合をさけるために計画がキャンセルされた。なおスーパージェット 130も技術的困難を理由に資金供給が停止され、開発は実質的な中止状態にある。
MS-21-200
最大176席の基本機種でエアバスA319neo、COMAC C919、ボーイング737 MAX 8/MAX 200、ボンバルディア CS300と競合する。
MS-21-300
最大211席でエアバスA320neo、COMAC C919、ボーイング737 MAX 8/MAX 200と競合する。
MS-21-400
最大230席に拡大された機種でエアバスA321neo、ボーイング737 MAX 9と競合する。
このほか、拡大モデル(MS-21-200ER, MS-21-300ER, MS-21-400ER) や貨物、ビジネスタイプも開発されている。また、MS-21-200LRという計画ではMS-21-200ERより航続距離が1,500km以上長いとされる。

## 受注状況
| 日付          | 会社                       | 納入予定 | 機種      | 機種      | 機種      | 機種       | 出典          |
| 日付          | 会社                       | 納入予定 | MS-21-200 | MS-21-300 | MS-21-400 | オプション | 出典          |
| ------------- | -------------------------- | -------- | --------- | --------- | --------- | ---------- | ------------- |
| 2010年9月1日  | アエロフロート・ロシア航空 | 2016年   | 50        | 50        | 50        | 0          | [ 54 ]        |
| 2010年6月7日  | Crecom Burj Resources      | 2016年   | 25        | 25        |           |            | [ 55 ]        |
| 2010年7月21日 | ノルトウィンド航空         | ?        | 3         | 3         | 3         | 2          |               |
| 2010年7月21日 | VEBリース                  | ?        | 15        | 15        | 15        | 15         |               |
| 2011年8月18日 | イリューシンファイナンス   | 2019年   | -         | 28        | -         | 22         | [ 56 ] [ 57 ] |
| 2011年8月23日 | ロステック                 | 2017年   | 33        | 52        | -         | -          | [ 58 ] [ 59 ] |
| 2011年9月16日 | アイルエアロ               | ?        | -         | 10        | -         | -          | [ 60 ]        |
| 2013年8月27日 | トランスアエロ航空         | ?        | -         | 6         | -         | -          |               |
| 2013年8月30日 | レッドウィングス航空       | 2019年   | -         | 10        | -         | -          | [ 61 ]        |
| 2013年8月27日 | UTエアー                   | ?        | -         | 10        | -         | -          |               |
| 2015年9月9日  | カイロ航空                 | ?        | 6         | 6         | 6         | 4          | [ 62 ]        |
| 計            | 計                         | 計       | 257       | 257       | 257       | 84         |               |

2011年1月、ライアンエアーはロシアと中国の航空機メーカーに代替の航空機の発注という選択肢は現実的であると述べている 。ライアンエアーのCFOと副CEOのハワード・ミラーはライアンエアーは199席級の航空機は客室乗務員を増やさずに済む最大の規模なのでとても興味があるとの姿勢である。
2016年6月、アゼルバイジャン航空はイリューシンファイナンスとの間でMS-21供給の覚書を交わした。
2015年6月、ロシア国防省はTu-154とTu-134の後継機として50機程度の購入を検討していることを述べた。また、同年8月にはヨーロッパの航空会社が興味を示しているという報道が行われた。

## 仕様
|                      | MS-21-200                                                                | MS-21-300                                                                | MS-21-400                                                                |
| -------------------- | ------------------------------------------------------------------------ | ------------------------------------------------------------------------ | ------------------------------------------------------------------------ |
| 乗員                 | 2名                                                                      | 2名                                                                      | 2名                                                                      |
| 座席数               | 176 (1-クラス, 最大) 153 (1-クラス, 標準) 135 (2-クラス, 標準)           | 211 (1-クラス, 最大) 181 (1-クラス, 標準) 163 (2-クラス, 標準)           | 230 (1-クラス, 過密) 212 (1-クラス, 標準) 178 (2-クラス, 標準)           |
| シート間隔           | (1-クラス, 標準)の場合82 cm (32 in), (1-クラス, 過密)の場合76 cm (30 in) | (1-クラス, 標準)の場合82 cm (32 in), (1-クラス, 過密)の場合76 cm (30 in) | (1-クラス, 標準)の場合82 cm (32 in), (1-クラス, 過密)の場合76 cm (30 in) |
| 全長                 | 36.8 m (120 ft 9 in)                                                     | 42.3 m (138 ft 9 in)                                                     | 46.7 m (153 ft 3 in)                                                     |
| 全幅                 | 35.9 m (117 ft 9 in)                                                     | 35.9 m (117 ft 9 in)                                                     | 36.8 m (120 ft 9 in)                                                     |
| 全高                 | 11.5 m (37 ft 9 in)                                                      | 11.5 m (37 ft 9 in)                                                      | 12.7 m (41 ft 8 in)                                                      |
| 胴体の幅             | 4.06 m (13 ft 4 in)                                                      | 4.06 m (13 ft 4 in)                                                      | 4.06 m (13 ft 4 in)                                                      |
| キャビンの幅         | 3.81 m (12 ft 6 in)                                                      | 3.81 m (12 ft 6 in)                                                      | 3.81 m (12 ft 6 in)                                                      |
| 最大離陸重量         | 61,650 kg (135,910 lb)                                                   | 69,100 kg (152,300 lb)                                                   | -                                                                        |
| ペイロード           | 17,560 kg (38,710 lb)                                                    | 22,600 kg (49,800 lb)                                                    | -                                                                        |
| 貨物室容積           | 31.1 m3 (1,100 cu ft)                                                    | 48 m3 (1,700 cu ft)                                                      | 70.1 m3 (2,480 cu ft)                                                    |
| 最大燃料容量         | 20,400 kg (45,000 lb)                                                    | 20,400 kg (45,000 lb)                                                    | -                                                                        |
| 最大積載時の航続距離 | 6,000 km (3,700 mi)                                                      | 5,900 km (3,700 mi)                                                      | 5,500 km (3,400 mi)                                                      |
| エンジン (x 2)       | アヴィアドヴィガーテリ PD-14A プラット・アンド・ホイットニー PW1428G     | アヴィアドヴィガーテリ PD-14 プラット・アンド・ホイットニー PW1431G      | アヴィアドヴィガーテリ PD-14M                                            |
| 最大推力 (x 2)       | 123 kN 12,500 kgf; 28,000 lbf                                            | 140 kN 14,000 kgf; 31,000 lbf                                            | 153 kN 15,600 kgf; 34,000 lbf                                            |
| 運用寿命             | 60,000時間                                                               | 60,000時間                                                               | 60,000時間                                                               |

出典: